# Gele pinguïn
In 2019 werd op het eiland Zuid-Georgia op zo'n 400 km van Antarctica een gele pinguïn waargenomen. Dit was een koningspinguïn (Aptenodytes patagonicus) die niet zwart is maar geel. Deze werd voor het eerst waargenomen en gefotografeerd in 2019 door de Belgische natuurfotograaf Yves Adams.

## Uiterlijk
Volgens vogelkenners en pinguïndeskundigen gaat het hier niet om een albino. Die dieren zijn namelijk volledig wit. Bij deze pinguïn is er sprake van een andere kleurafwijking, namelijk leucisme. Daarbij kan een dier nog kleur hebben maar is het toch vooral wit. Bij leucistische vogels wordt er voornamelijk het melaninepigment feomelanine geproduceerd. Dit zorgt voor een bruinige kleur wat verklaart waarom de rug van deze vogel beige is. Dit heeft voor het dier vooral nadelen.
De kans dat de genen worden doorgezet en er nog gele pinguïns komen hangt grotendeels af van het geslacht van het dier. Als het een vrouwtje is, is de kans dat ze paart en nakomelingen krijgt vrij groot. Deze nakomelingen hebben ongeveer 50% kans om ook geel (of gelig) te zijn. Als het een mannetje is daarentegen is de kans dat hij paart veel kleiner, want voor elk vrouwtje op het eiland zijn er drie mannetjes. Dat zorgt er dus voor dat mannetjes met een ander uiterlijk een vrij kleine kans hebben om zich voor te planten en gele nakomelingen te krijgen. Ook hebben dieren met andere kleuren dan normaal een minder grote overlevingskans. Door de duizenden jaren aan evolutie is ieder dier perfect aangepast aan zijn of haar omgeving. Maar door een fout in het DNA krijgt het dier een totaal andere kleur. Dit heeft meestal als nadeel dat de dieren minder opgaan in hun omgeving en dus minder gemakkelijk aan eten geraken of zich minder makkelijk kunnen verstoppen voor roofdieren. Het gaat hier dus niet om een nieuwe soort pinguïn maar om een koningspinguïn (Aptenodytes patagonicus) met een foutje in het DNA.

## Eerste foto
De eerste foto van deze speciale pinguïn werd genomen in 2019 op het eiland Zuid-Georgia. De foto's werden pas in 2021 online gezet en gingen direct viraal. Hiervoor was er nog nooit een gele koningspinguïn waargenomen, laat staan gefotografeerd.